# Stortjärnen (Arvidsjaurs socken, Lappland, 730617-167835)
Stortjärnen är en sjö i Arvidsjaurs kommun i Lappland och ingår i Piteälvens huvudavrinningsområde. Sjön har en area på 0,177 kvadratkilometer och ligger 349,2 meter över havet.

## Delavrinningsområde
Stortjärnen ingår i det delavrinningsområde (730750-167878) som SMHI kallar för Mynnar i Abborrbäcken. Medelhöjden är 397 meter över havet och ytan är 16,79 kvadratkilometer. Det finns inga avrinningsområden uppströms utan avrinningsområdet är högsta punkten. Vattendraget som avvattnar avrinningsområdet har biflödesordning 4, vilket innebär att vattnet flödar genom totalt 4 vattendrag innan det når havet efter 131 kilometer. Avrinningsområdet består mestadels av skog (92 procent). Avrinningsområdet har 0,18 kvadratkilometer vattenytor vilket ger det en sjöprocent på 1,1 procent.